# Pasqualino Cangiullo
Pasqualino Cangiullo (* 1. März 1900 in Neapel; † 17. November 1975 ebenda) war ebenso wie sein älterer Bruder Francesco Cangiullo ein italienischer Dichter und zudem Journalist und Grafiker des Futurismus.

## Leben
Pasqualino Cangiullo kam über seinen Bruder Francesco bereits mit 13 Jahren zu den Futuristen, was ihm den Namen "Pasqualino tredici anni" eintrug. Sein erstes Gedicht erschien 1916 in der Zeitschrift Vela Latina, in der Folge arbeitete er als Zeichner und Journalist für verschiedene futuristische Zeitungen, die – wie L'Italia futurista – auch zahlreiche seiner testi paroliberi (von typografischen Fesseln befreite Wörter) veröffentlichten. 1918 stellte er gemeinsam mit seinem Bruder in Rom und 1919 in Mailand bei der auch persönlich erfolgreichen Grande Esposizioni Nationale Futurista aus. 1921 folgte eine Ausstellung in Ravenna, die er gemeinsam mit seinem Bruder sowie Gerardo Dottori, Virgilio Marchi und Ivo Panaggi gestaltete. Ende der 20er Jahre gab Pasqualino seine künstlerische Tätigkeit auf und arbeitete in den Werften Neapels.